# 12 Heures de Sebring 1958
Navigation
Édition précédente Édition suivante
Les 12 Heures de Sebring 1958 sont la 7e édition de l'épreuve et la 2e manche du championnat du monde des voitures de sport 1958. Elles ont été remportées le 22 mars 1958 par la Ferrari 250 Testa Rossa no 14 de la Scuderia Ferrari pilotée par Phil Hill et Peter Collins.

## Circuit

Le Sebring International Raceway, cadre des 12 Heures de Sebring 1958.

Les 12 Heures de Sebring 1958 se déroulent sur le Sebring International Raceway situé en Floride. Il est composé de deux longues lignes droites, séparées par des courbes rapides ainsi que quelques chicanes. Le tracé actuel diffère de celui de l'époque. Ce tracé a un grand passé historique car il est utilisé pour des courses automobiles depuis 1950. Ce circuit est célèbre car il a accueilli la Formule 1.

## Résultats
Voici le classement au terme de la course.
- Les vainqueurs de chaque catégorie sont signalés par un fond jauni.

| 1            | S 3.0  | 14  | Scuderia Ferrari              | Phil Hill Peter Collins                                      | Ferrari 250TR/58                 | 200 |
| 2            | S 3.0  | 16  | Scuderia Ferrari              | Luigi Musso Olivier Gendebien                                | Ferrari 250TR/58                 | 199 |
| 3            | S 2.0  | 41  | Porsche K.G.                  | Harry Schell Wolfgang Seidel                                 | Porsche 718 RSK                  | 193 |
| 4            | S 1.1  | 56  | Team Lotus                    | Sam Weiss Dave Tallaksen                                     | Lotus Eleven                     | 179 |
| 5            | GT 3.5 | 22  | North American Racing Team    | Paul O'Shea Bruce Kessler David Cunningham                   | Ferrari 250 GT LWB               | 179 |
| 6            | S 1.1  | 55  | Team Lotus                    | Colin Chapman Cliff Allison                                  | Lotus Eleven                     | 179 |
| 7            | GT 3.5 | 21  | North American Racing Team    | George Arents George Reed Don O'Dell                         | Ferrari 250 GT LWB               | 179 |
| 8            | S 750  | 60  | Italie                        | Alejandro de Tomaso Isabelle Haskell Robert Ferguson         | Osca S750                        | 175 |
| 9            | S 1.1  | 54  | Team Lotus                    | Jay Chamberlain Bill Frost                                   | Lotus Eleven                     | 175 |
| 10           | GT 1.6 | 43  | Porsche K.G.                  | Fritz Huschke von Hanstein Herbert Linge John Cuevas         | Porsche 356A Carrera             | 174 |
| 11           | S 2.0  | 30  | Porfirio Rubirosa             | Porfirio Rubirosa Jean-François Malle William Helburn        | Ferrari 500 TRC                  | 172 |
| 12           | GT 5.0 | 1   | Richard Doane                 | Jim Rathmann Dick Doane                                      | Chevrolet Corvette               | 170 |
| 13           | S 1.5  | 47  | Osca Automobili               | Hal Stenton Otto Linton Harry Beck                           | Osca MT4 1500                    | 170 |
| 14           | GT 3.5 | 27  | Hambro Automotive Corporation | Gilbert Geitner Phil Stiles Harold Kunz                      | Austin-Healey 100MM              | 169 |
| 15           | S 2.0  | 72  | A.C. Cars Ltd                 | Luke Stear Mike Norris Bob Harris                            | AC Ace                           | 168 |
| 16           | S 2.0  | 39  | A.C. Cars Ltd                 | Fred Fuller Art Tweedale Tony Briggs                         | AC Ace                           | 168 |
| 17           | GT 3.5 | 28  | Hambro Automotive Corporation | William Kinchloe Fred Moore                                  | AC Ace                           | 166 |
| 18           | GT 1.3 | 50  | Fred Van Beuren               | Fred Van Beuren Javier Velasquez                             | Alfa Romeo Giulietta SV          | 164 |
| 19           | GT 2.0 | 37  | A.C. Cars Ltd                 | Richard Milo George McClure Duncan Forlong                   | AC Ace                           | 163 |
| 20           | GT 2.0 | 34  | Standard Motor Company        | Mike Rothschild William Kimberly Bill Lott                   | Triumph TR3                      | 160 |
| 21           | S 1.1  | 53  | Behm Motors                   | Carl Haas Alan Ross Chuck Dietrich                           | Stanguellini Bialbero Sport 1100 | 160 |
| 22           | S 2.0  | 38  | A.C. Cars Ltd                 | Bill Love Roy Jackson-Moore George Crowder                   | AC Ace                           | 159 |
| 23           | GT 3.5 | 29  | Hambro Automotive Corporation | Gus Ehrman Ray Cuomo                                         | Austin-Healey 100MM              | 159 |
| 24           | GT 1.3 | 52  | Jake Kaplan                   | Charlie Rainville Jake Kaplan                                | Alfa Romeo Giulietta SV          | 157 |
| 25           | S 1.5  | 46  | Marshall Motors               | Charles Wallace Bob Holbert Skip Hudson                      | Porsche 550 RS                   | 153 |
| 26           | GT 2.0 | 35  | Standard Motor Company        | Jim Roberts Louis Heuss                                      | Triumph TR3                      | 153 |
| 27           | S 2.0  | 27  | Scuderia Cuba                 | Manolo Perez de la Mesa Santiago Gonzalez Alfonso Gomez-Mena | Ferrari 500TRC                   | 151 |
| 28           | S 1.1  | 78  | Ripley Motor Company          | William Milliken Millard Ripley Cameron Argetsinger          | Elva Mk.II                       | 151 |
| 29           | S 750  | 61  | Richard Toland                | Howard Brown Richard Toland                                  | DB HBR                           | 151 |
| 30           | S 750  | 63  | Baron de Graffenried          | Jack Brumby Frank Aldhous Ray Martinez                       | Fiat-Abarth 750                  | 150 |
| 31           | GT 750 | 64  | Baron de Graffenried          | Chuck Kessinger Willie West Alfonso Thiele                   | Fiat-Abarth 750                  | 148 |
| 32           | GT 750 | 80  | Harry Fry                     | Harry Fry Lou Rappaport                                      | Fiat-Abarth 750                  | 145 |
| 33           | GT 5.0 | 2   | Dick Thompson                 | John Kilbourn Fred Windridge Dick Thompson                   | Chevrolet Corvette               | 144 |
| 34           | S 750  | 62  | Howard Hanna                  | Howard Hanna Howard Brown                                    | DB HBR                           | 143 |
| 35           | GT 2.0 | 40  | S. H. Arnolt                  | Max Goldman Ralph Durbin S. H. Arnolt                        | Arnolt Bolide                    | 141 |
| 36           | GT 2.0 | 33  | Standard Motor Company        | Bob Oker Harold Hurtley                                      | Triumph TR3                      | 131 |
| 37           | GT 1.3 | 51  | Louis Comito                  | Louis Comito Alan Markelson Bob Pfaff                        | Alfa Romeo Giulietta SV          | 126 |
| 38           | S 1.5  | 49  | Charles Moran                 | Charles Moran Paul Ceresole                                  | Lotus Eleven Le Mans             | 110 |
| 39           | S 1.5  | 74  | Norman Scott                  | Norman Scott Frank Bott                                      | Porsche 550 RS                   | 109 |
| 40           | GT 2.0 | 36  | Dick Kennedy                  | Dick Kennedy Tom Payne Charles Sherman                       | Morgan Plus 4                    | 76  |
| 41           | S 1.1  | 358 | Elva Engineering Co.          | William Bradley John Bentley                                 | Elva MK.III                      | 71  |
| Abandons     |        |     |                               |                                                              |                                  |     |
| 42           | S 3.0  | 17  | John von Neumann              | John von Neumann Richie Ginther                              | Ferrari 250TR                    | 168 |
| 43           | S 3.0  | 15  | Scuderia Ferrari              | Wolfgang Graf Berghe von Trips Mike Hawthorn                 | Ferrari 250TR/58                 | 159 |
| 44           | S 2.0  | 31  | Mike Garber                   | Gaston Audrey Bill Lloyd                                     | Ferrari 500TRC                   | 125 |
| 45           | S 750  | 65  | Alfred Momo                   | Denise McCluggage Ruth Levy                                  | Fiat-Abarth 750                  | 116 |
| 46           | S 1.1  | 57  | Elva Engineering Co.          | Frank Baptista Burdette Martin Bill Warren                   | Elva Mk.II                       | 114 |
| 47           | S 1.5  | 44  | Art Bunker                    | Art Bunker Carel Godin de Beaufort                           | Porsche 550 RS                   | 106 |
| 48           | S 2.0  | 42  | Porsche K. G.                 | Jean Behra Edgar Barth                                       | Porsche 718 RSK                  | 105 |
| 49           | S 3.0  | 7   | A. V. Dayton                  | Dale Duncan Joakim Bonnier                                   | Maserati 300S                    | 90  |
| 50           | S 3.0  | 24  | David Brown                   | Stirling Moss Tony Brooks                                    | Aston Martin DBR1/300            | 90  |
| 51           | S 3.0  | 19  | Harry Kuller                  | John Fitch Ed Hugus                                          | Ferrari 250TR                    | 85  |
| 52           | S 2.0  | 79  | Alfonso Gomez-Mena            | Jan de Vroom Alfonso Gomez-Mena                              | Ferrari 500TRC                   | 69  |
| 53           | S 1.1  | 77  | Avant Corp.                   | Charles Kurtz Joachim Kammer Dean Patterson                  | Elva MK.III                      | 65  |
| 54           | S 3.0  | 25  | David Brown                   | Carroll Shelby Roy Salvadori                                 | Aston Martin DBR1/300            | 62  |
| 55           | S 1.5  | 45  | Jean-Pierre Kunstle           | Ken Miles Jean-Pierre Kunstle                                | Porsche 550 RS                   | 59  |
| 56           | S 3.0  | 23  | Chester Flynn                 | E. D. Martin Chester Flynn                                   | Ferrari 250TR                    | 58  |
| 57           | S 3.0  | 9   | Ecurie Ecosse                 | Ron Flockhart Masten Gregory                                 | Jaguar D-Type                    | 55  |
| 58           | S 2.0  | 81  | Scuderia Central America      | Bob Said Miguel Rivera                                       | Ferrari 500TRC                   | 43  |
| 59           | GT 5.0 | 3   | Jim Jeffords                  | Jim Jeffords Augie Pabst                                     | Chevrolet Corvette SR-2          | 27  |
| 60           | S 3.0  | 8   | Ecurie Ecosse                 | Ninian Sanderson Ivor Bueb                                   | Jaguar D-Type                    | 22  |
| 61           | S 3.0  | 12  | Alfred Momo                   | Briggs Cunningham Walt Hansgen                               | Jaguar D-Type                    | 16  |
| 62           | GT 3.5 | 26  | David Brown Ltd.              | George Constantine John Dalton                               | Aston Martin DB2/4 MK.III        | 15  |
| 63           | S 2.0  | 32  | Jim Kimberly                  | Jim Kimberly Pete Lovely                                     | Maserati 200SI                   | 14  |
| 64           | S 3.0  | 11  | Alfred Momo                   | Ed Crawford Pat O’Connor                                     | Lister                           | 6   |
| 65           | S 3.0  | 10  | Alfred Momo                   | Archie Scott-Brown Walt Hansgen                              | Lister                           | 3   |
| Non-partants |        |     |                               |                                                              |                                  |     |
| 66           | S 1.5  | 48  | Dr. M. R. J. Wyllie           | M. R. J. Wyllie Chuck Dietrich Margaret Wyllie               | Elva Mk.II                       |     |
| 67           | GT 5.0 | 70  | Rees Makins                   | Rees Makins James Butcher George Koehne                      | Chevrolet Corvette               |     |
| 68           | GT 2.0 | 73  | AC Cars Ltd.                  | Lloyd Casner William Jordan W. R. Campbell                   | AC Ace                           |     |
| 69           | S 1.5  | 75  | Alfred Momo                   | Lake Underwood Briggs Cunningham Russ Boss                   | Porsche 550 RS                   |     |
| 70           | S 2.0  | 82  | Alfonso Gomez-Mena            | Modesto Bolanos Manolo Perez de la Mesa                      | Ferrari 500TRC                   |     |